# Bán Zoltán András
Bán Zoltán András (álnevei: Csont András, Kompolthy Zsigmond) (Budapest, 1954. január 6. –) József Attila-díjas (2009) magyar író, drámaíró, műfordító, kritikus, szerkesztő, irodalmár.

## Élete
Csont Kálmán és Cseh Márta gyermekeként született.
1980 óta publikál rendszeresen. 1993–1997 között a Beszélő szerkesztőjeként dolgozott. 2001-től éveken át a Magyar Narancs kulturális rovatvezetője.

## Művei
- Szép versek (1995, összeállította: 1996)
- Szép versek (1996, összeállította: 1997)
- Az elme szabad állat (kritika, tanulmány, 2000)
- Susánka és Selyempina (2007)
- Hölgyszonáta és más történetek (2008)
- Meghalt a főítész. Esszék és kritikák; Scolar, Bp., 2009
- Keserű; Bookart, Csíkszereda, 2014
- Giccs. Két dráma, néhány próza; Kalligram, Bp., 2016
- Betűtészta. Esszék, kritikák, emlékezések, 2009–2018; Kalligram, Bp., 2018

## Műfordításai
- Josef Haslinger: Operabál (regény, 1996)
- Robert Walser: Jakob von Gunten (regény, 2006)
- Wolf Haas: Halottak feltámadása (regény, 2009)
- Wolf Haas: Csontdaráló (regény, 2009)
- Wolf Haas: Jöjj, édes halál! (regény, 2010)
- Wolf Haas: Silentium! (regény, 2011)
- Wolf Haas: Mint az állatok (regény, 2011)
- Natascha Kampusch: 3096 nap (regény, 2010)

## Díjai, kitüntetései
- Soros-ösztöndíj (2000)
- József Attila-díj (2009)
- Műút-nívódíj (2010)
- Baumgarten-emlékdíj -- jutalom (2020)